# Big Smokey Smothers
Otis „Big Smokey“ Smothers (* 21. März 1929 in Lexington, Mississippi; † 23. Juli 1993 in Chicago, Illinois) war ein US-amerikanischer Blues-Gitarrist und -Sänger.
Als Howlin’ Wolf Smothers 1956/57 als Rhythmus-Gitarrist ins Studio holte, hatte Smothers, dessen jüngerer Bruder Little Smokey Smothers war, bereits eine etwa zehnjährige Erfahrung als Bluesmusiker hinter sich. Mit Howlin’ Wolf nahm er während dieser Zeit Songs wie Who's Been Talking und Tell Me auf. 1960 arbeitete Smothers mit Freddy King zusammen und bekam einen Plattenvertrag bei Federal Records, wo er auch einige Solo-Aufnahmen machte. So veröffentlichte er 1961 sein Debüt-Album Sings the Backporch Blues.
Außer einer Single (I Got My Eyes on You 1968) hörte man nun lange Zeit nichts mehr von Smothers, bis 1987 auf Red Beans Records die LP Got My Eyes on You erschien. Am 23. Juli 1993 starb Smokey Smothers in Chicago.